# Pieter Maasz Smit
Pieter Maasz Smit (Nieuwe Niedorp, 1650 - Amsterdam, 1715), was een wiskundige, astronoom, schrijver, onderwijzer en globemaker. 

## Leven en werk
Smit was een leerling van Dirck Rembrantsz van Nierop met wie hij ook correspondeerde. Smit had een school voor stuurmannen in het Overijsselse Blokzijl (1670-1685) en later in Amsterdam (1685-1715). Zijn bekendste leerling was Gerard Valck. Smit was de eerste wetenschapper in Nederland, die een boek over het maken van globes/aardbollen beschreef. 

### Boeken
- Cosmographia of Verdeelinge van de geheele wereld, als mede het maken van de hemelsche en aardsche globe: en alderhande kaarten, zo platte als ronde, als zoekender wĳse uyt de grond op ontdekt, uitg. Dirk Boeteman, Amsterdam 1698, herdrukt in de 18e eeuw door Jan van Stendel te Amsterdam en in 1754 door David Weege eveneens in Amsterdam